# Hanshagen (Upahl)
Hanshagen – część gminy (Ortsteil) Upahl w Niemczech, w kraju związkowym Meklemburgia-Pomorze Przednie, w powiecie Nordwestmecklenburg, w Związku Gmin Grevesmühlen-Land. Do 31 grudnia 2010 samodzielna gmina.